# Sukcinat-semialdehid dehidrogenaza (acilacija)
Sukcinat-semialdehid dehidrogenaza (acilacija) (EC 1.2.1.76, sukcinil-CoA reduktaza, koenzim-A-zavisni sukcinat-semialdehid dehidrogenaza) je enzim sa sistematskim imenom sukcinat semialdehid:NADP+ oksidoreduktaza (KoA-acilacija). Ovaj enzim katalizuje sledeću hemijsku reakciju
sukcinat semialdehid + KoA + NADP+ {\displaystyle \rightleftharpoons } sukcinil-KoA + NADPH + H+
Ovaj enzim katalizuje NADPH-zavisnu redukciju sukcinil-KoA do sukcinat semialdehida. On je prisutan u Clostridium kluyveri, gde učestvuje u fermentaciji sukcinata, u Metallosphaera sedula, gde učestvuje u 3-hidroksipropionat/4-hidroksibutiratnom ciklusu, kao i u putu autotrofne fiksacije CO2 kod nekih termoacidofilnih arheja.

## Literatura
- Nicholas C. Price; Lewis Stevens (1999). Fundamentals of Enzymology: The Cell and Molecular Biology of Catalytic Proteins (Third изд.). USA: Oxford University Press. ISBN 019850229X.
- Eric J. Toone (2006). Advances in Enzymology and Related Areas of Molecular Biology, Protein Evolution (Volume 75 изд.). Wiley-Interscience. ISBN 0471205036.
- Branden C; Tooze J. Introduction to Protein Structure. New York, NY: Garland Publishing. ISBN 0-8153-2305-0.
- Irwin H. Segel. Enzyme Kinetics: Behavior and Analysis of Rapid Equilibrium and Steady-State Enzyme Systems (Book 44 изд.). Wiley Classics Library. ISBN 0471303097.

## Spoljašnje veze
- Succinate-semialdehyde+dehydrogenase+(acylating) на 